# Desa Dagangan (administrativ by i Indonesien, lat -7,71, long 111,56)
Desa Dagangan är en administrativ by i Indonesien.   Den ligger i provinsen Jawa Timur, i den västra delen av landet, 500 km öster om huvudstaden Jakarta.